# Granchain
Granchain település Franciaországban, Eure megyében. Lakosainak száma 226 fő (2018. január 1.). Granchain Jonquerets-de-Livet községgel határos.

## Népesség
A település népességének változása:
| Lakosok száma | 158  | 157  | 157  | 181  | 225  | 228  | 207  | 210  | 224  | 226  |
|               | 1962 | 1968 | 1982 | 1990 | 1999 | 2008 | 2011 | 2013 | 2017 | 2018 |